# Communauté de communes Portes de Puisaye Forterre
Die Communauté de communes Portes de Puisaye Forterre ist ein ehemaliger französischer Gemeindeverband mit der Rechtsform einer Communauté de communes in den Départements Yonne und Nièvre der Region Bourgogne-Franche-Comté. Sie wurde am 6. Dezember 2012 gegründet und umfasste 18 Gemeinden. Der Verwaltungssitz befand sich im Ort Moutiers-en-Puisaye. Eine Besonderheit lag in der Département-übergreifenden Struktur der Gemeinden.

## Historische Entwicklung
Der Gemeindeverband entstand durch Fusion der Vorgängerorganisationen Communauté de communes de Saint-Sauveur-en-Puisaye und Communauté de communes Puisaye Nivernaise.
Mit Wirkung vom 1. Januar 2017 fusionierte der Gemeindeverband mit
- Communauté de communes Cœur de Puisaye sowie
- Communauté de communes Forterre Val d’Yonne

und bildete so die Nachfolgeorganisation Communauté de communes de Puisaye-Forterre.

## Ehemalige Mitgliedsgemeinden

### Département Yonne
1. Étais-la-Sauvin
2. Fontenoy
3. Lainsecq
4. Levis
5. Moutiers-en-Puisaye
6. Sainpuits
7. Saint-Amand-en-Puisaye
8. Sainte-Colombe-sur-Loing
9. Saint-Sauveur-en-Puisaye
10. Saints-en-Puisaye
11. Sougères-en-Puisaye
12. Thury
13. Treigny

### Département Nièvre
1. Arquian
2. Bitry
3. Bouhy
4. Dampierre-sous-Bouhy
5. Saint-Vérain